# Peder Slatte
Peder Slatte, var en svensk borgmästare.

## Biografi
Peder Slatte var son till Peder Slatte. Han var från 1480 till 1487 i tjänst hos Sten Sture. Slatte blev 8 juli 1493 fogde på Stockholms slott och var från 1498 till 1505 rådman i Stockholms stad. Han blev 1500 föreståndare för Helgeandshuset, Stockholm och 1506 borgmästare i Stockholms stad. Slatte avled 1516.

### Familj
Slatte gifte sig första gången med en okänd kvinna och andra gången med Magdalena Andersdotter (Orrhöna). Han fick med dessa barnen väpnaren Peder Slatte och slottsloven Gudmund Slatte (död 1542) på Kalmar slott.